# Чебаковское сельское поселение (Чувашия)
Чеба́ковское се́льское поселе́ние (чув. Ирçе ял тăрăхĕ) — муниципальное образование в Ядринском районе Чувашии Российской Федерации.
Административный центр — село Чебаково.

## История
Статус и границы сельского поселения установлены Законом Чувашской Республики от 24 ноября 2004 года № 37 «Об установлении границ муниципальных образований Чувашской Республики и наделении их статусом городского, сельского поселения, муниципального района и городского округа».

## Население
| 2010 | 2012  | 2013  | 2014  | 2015  | 2016  | 2017 |
| ---- | ----- | ----- | ----- | ----- | ----- | ---- |
| 1141 | ↘1104 | ↘1087 | ↘1051 | ↘1030 | ↘1007 | ↘969 |
| 2018 | 2019  | 2020  | 2021  |       |       |      |
| ↘932 | ↘898  | ↘870  | ↘832  |       |       |      |

## Состав сельского поселения
| № | Населённый пункт | Тип населённого пункта       | Население |
| - | ---------------- | ---------------------------- | --------- |
| 1 | Алексеевка       | деревня                      | ↗119      |
| 2 | Кудаши           | деревня                      | ↗357      |
| 3 | Новое Ядрино     | деревня                      | ↗37       |
| 4 | Чебаково         | село, административный центр | ↗852      |